# Куций Павло Павлович
Павло Павлович Куций (нар. 18 серпня 1978, Лубни, Полтавська область, УРСР) — український футболіст, захисник.

## Життєпис
Вихованець тренера ДЮСШ Олександра Сердюка.
Розпочав професіональну кар'єру в клубі «Миргород». Потім грав за аматорські клуби «Сула» (Лубни) і «Факел-ГПЗ» (Варва). У 2000 році потрапив у сімферопольську «Таврію». У чемпіонаті України дебютував 25 березня 2000 року в матчі проти криворізького «Кривбасу» (2:4). Всього в «Таврії» провів 2 роки і зіграв 28 матчів. Також виступав в оренді за сімферопольське «Динамо». З 2004 року по 2006 рік виступав за [[ІгроСервіс (футбольний клуб)[|«ІгроСеріс»]] зіграв 97 матчів і забив 4 м'ячі.
Взимку 2007 року перейшов у ПФК «Олександрія». У сезоні 2008/09 років разом з командою став бронзовим призером Першої ліги України. Всього за команду провів 73 матчі і забив 1 м'яч. Після цього перейшов у команду «Нове Життя» з села Андріївка, яка виступала в аматорському чемпіонаті України. Разом з командою ставав переможцем аматорського чемпіонату і Суперкубка України серед аматорів 2011 року.
У 2012 році як граючий тренер команди «Сула» з села Засулля виграв чемпіонат, Кубок і Суперкубок Лубенського району.

## Досягнення
- Перша ліга чемпіонату України
  -  Бронзовий призер (1): 2008/09